# Kingscote (ort i Australien)
Kingscote är en ort i Australien. Den ligger i kommunen Kangaroo Island och delstaten South Australia, omkring 120 kilometer sydväst om delstatshuvudstaden Adelaide. Antalet invånare är 1 692. Den ligger på ön Kangaroo Island.
Trakten runt Kingscote är nära nog obefolkad, med mindre än två invånare per kvadratkilometer.. Kingscote är det största samhället i trakten. 
Genomsnittlig årsnederbörd är 753 millimeter. Den regnigaste månaden är juni, med i genomsnitt 143 mm nederbörd, och den torraste är januari, med 21 mm nederbörd.